# Stepped Piston Crossover
SPX staat voor Stepped Piston Crossover en is een constructie van motorfietsen.
In 1975 presenteerde het motorfietsmerk Norton een 500 cc tweecilinder tweetakt met een bijzondere constructie. Er waren getrapte zuigers toegepast. Het carter werd niet als voorcompressieruimte gebruikt, zoals bij andere tweetaktmotoren. De machine werd ontwikkeld door Bernhard Hooper. 
In juli 1975 deed Norton echter al afstand van het ontwerp waardoor Hooper eigenaar werd van zijn eigen project. Hij ontwikkelde het door en de machine bestond nog in 1980, maar werd nooit een succes. De SPX werd indertijd beschouwd als een laatste poging om Norton te redden. Uiteindelijk zocht het merk zijn heil in wankelmotoren, echter ook zonder succes.
De "X" in SPX staat voor het woord "cross", dat in Engeland vaker zo wordt weergegeven, zoals in het woord MotoX → motocross.